# Syndrome du salon de coiffure
Le syndrome du salon de coiffure ou syndrome du salon de beauté est une cause rare d'accident vasculaire cérébral ischémique s'apparentant à l'insuffisance vertébro-basilaire.

## Mécanisme
Le nom trouve son origine dans la position spécifique de la tête durant le shampooing en salon de coiffure. La position de la tête peut parfois entraîner une compression à cause d’une trop forte pression sur le cou, voire une dissection d'une artère carotide ou d'une artère vertébrale dont la conséquence, a maxima, est un accident vasculaire cérébral ischémique, ; la position de la tête peut aussi endommager une artère et créer un caillot qui peut ensuite se loger dans le cerveau.

## Périodicité
Quoique très rare, ce syndrome est étudié et, en 2016, plusieurs cas ont été rapportés dans les publications médicales depuis plus d’une décennie. Le quotidien britannique The Times cite deux exemples, l’un à Poole (sud de l’Angleterre) en 2000 et un second en janvier 2014 à San Diego aux États-Unis. Un autre cas a été constaté en 2016 à Brighton.